# Antoni Grabowski (1937–2023)
Antoni Grabowski (ur. 12 czerwca 1937 w Łętowni, zm. 7 marca 2023 w Zakopanem) – polski rzeźbiarz, pedagog Państwowego Liceum Sztuk Plastycznych im. Antoniego Kenara w Zakopanem.

## Życiorys
Był synem Józefa i Jadwigi. Ukończył Państwowe Liceum Technik Plastycznych w Zakopanem. Studiował na Akademii Sztuk Pięknych w Warszawie na Wydziale Rzeźby.
W latach 1982–1989 na stanowisku zastępcy dyrektora w Państwowej Wyższej Szkoły Sztuk Plastycznych im. A. Kenara w Zakopanem. Od 1965 roku członek Związku Polskich Artystów Plastyków. W marcu 2012 roku w Miejskiej Galerii Sztuki w Zakopanem została zorganizowana wystawa pt. „Zauroczeni” z okazji 50-lecia pracy twórczej artysty.
Ojciec rzeźbiarza i pedagoga ASP w Warszawie Antoniego Grabowskiego (ur. 1967).

## Ważniejsze wystawy indywidualne
- 1971 Zakopane
- 1980 Nowy Sącz
- 1981 Kraków
- 1982 Zakopane
- 2012 „Zauroczeni”, Zakopane
- 2012 Sucha Beskidzka[6]
- 2019 „Kobieta” Galeria Lufcik, Warszawa[7]

## Nagrody
Autor wielu wystaw indywidualnych oraz laureat nagród na wystawach ogólnopolskich m.in.
- II Nagroda „400 dzieł na 400 lecie Zakopanego”, Zakopane 1978,
- Nagroda Wojewody miasta Poznania – „IV Biennale Małych Form Rzeźbiarskich”, Poznań 1983
- I Nagroda, Złoty Medal – III Salon Zimowy Związku Artystów Rzeźbiarzy, Warszawa 1987
- II Nagroda, Srebrny Medal – „VI Biennale Małych Form Rzeźbiarskich”, Poznań 1987